# امیلیا کراکوفسکا
اِمیلیا کراکوفسکا (لهستانی: Emilia Krakowska؛ ۲۰ فوریهٔ ۱۹۴۰) بازیگر اهل لهستان بود.
از فیلم‌ها یا برنامه‌های تلویزیونی که وی در آن نقش داشته‌است، می‌توان به آبروی فرزند، در خوشی و سختی، کوپرنیک، سرزمین موعود، شکنجه، چوب غوشه، خرده‌دهقانان و عروسی اشاره کرد.